# Vanderlei de Lima
Vanderlei de Lima, född 11 augusti 1969 i Cruzeiro do Oeste i Paraná, är en brasiliansk friidrottare. 
Han tog brons i maraton vid sommar-OS 2004. När han var i ledningen attackerades han av åskådaren Cornelius Horan, något som kan ha kostat de Lima guldmedaljen.